# Omophron dentatus
Omophron dentatus (лат.) — вид жужелиц.

## Распространение
Распространён в США в штатах Аризона и Калифорния.

## Описание
Длина 5—7 мм. Переднеспинка с поперечной полосой неправильной формы. На лбу имеется бледный участок слабо M-образной формы. Внешне имеет сходство с видом Omophron grossus.